# Џејн Артур
Џејн Артур (енгл. Jane Arthur; 1827—1907) била је шкотска феминисткиња и активисткиња. Она је прва жена у Шкотској која се кандидовала и била изабрана на изборима за чланове школског одбора 1873. у Пејслију. Убрзо након тога Фиби Блајт и Флора Стивенсон такође су се нашле у школским одборима у Единбургу. Ове изборе омогућио је Шкотски образовни акт (енгл. Scottish Education Act) из 1872.
Џејн Артур подржавала је женско право гласа и обезбеђивала је стипендије за студенткиње медицине из Ренфрушира. Године 1892, увела је Стипендију Артур (енгл. Arthur Fellowship) у циљу промоције медицинског образовања међу женама. Такође је активно учествовала у помагању болеснима, а крајем 1880-их основала је Удужење Доркас (енгл. Dorcas Society) које је даривало одећу болеснима у амбуланти у Пејслију и заједно са супругом односила је супу и хлеб сиромашнима који су недавно пуштени из болнице. Такође је била потпредседница Санитарне асоцијације дама Пејслија (енгл. Paisley Ladies' Sanitary Association), а заједно са супругом допринела је изградњи домова за смештај и снабдевала је сиромашне укућане јутарњим чајем. Године 1903, основала је Фонд Џејн Артур (енгл. Jane Arthur Fund) који је обезбеђивао средства за опоравак сиромашних пацијената.